# Colom verdós de les Ryukyu
El colom verdós de les Ryukyu (Treron permagnus) és una espècie d'ocell de la família dels colúmbids (Columbidae) que habita els bosocs de les illes Ryukyu.

## Taxonomia
S'han descrit dues subespècies:
- T. p. permagnus Stejneger, 1887. De les Ryukyu septentrionals.
- T. p. medioximus (Bangs, 1901). De les Ryukyu meridionals.

Ambdues subespècies han estat incloses tradicionalment a Treron formosae.